# Nieprzeciętni
Nieprzeciętni – plebiscyt radiowej Czwórki promujący młodych, ambitnych i zdolnych ludzi, którzy swoimi działaniami i postawą wyróżniają się na tle innych.
Został przeprowadzony po raz pierwszy w Polskim Radiu BIS (poprzednia nazwa Czwórki) w 2005 roku. Wśród finalistów dotychczasowych edycji znaleźli się między innymi: muzycy, reżyserzy, sportowcy, wolontariusze i młodzi ludzie podejmujący różne inicjatywy na rzecz tworzenia społeczeństwa obywatelskiego.

## Laureaci
- 2005 – Antoniusz Dietzius
- 2006 – Aleksandra Staletowicz
- 2007 – Michał Misiorek
- 2008 – Jakub Jankowski
- 2009 – Mateusz Komorowski
- 2017 – Mateusz Zaremba
- 2018 – Michał Brańka
- 2019 – Michał Duchniewicz
- 2020 – Arkadiusz Andrejkow
- 2021 – Radosław „Rademenez” Blonkowski
- 2022 – Jakub Tylman
- 2023 – Julia Gierszewska

## Historia

### Nieprzeciętni 2004
Plebiscyt "Nieprzeciętni 2004" został ogłoszony 3 stycznia 2005. Do 6 lutego słuchacze mogli zgłaszać swoich kandydatów. 10 lutego jury złożone z dziennikarzy Polskiego Radia BIS wyłoniło 10 finalistów. Słuchacze w drodze głosowania za pomocą SMS-ów, maili i kart pocztowych – oddali 9 512 głosów.
Finał plebiscytu odbył się 13 marca 2005 w Studiu Koncertowym Polskiego Radia im. W. Lutosławskiego. Po zdobyciu 3 638 głosów laureatem został Antoniusz Dietzius, 18-letni wówczas aktor i reżyser, który w Liceum Ogólnokształcącym w Muszynie wystawił musicale: Skrzypek na dachu (premiera: czerwiec 2004) oraz Chicago (styczeń 2005). W nagrodę otrzymał pamiątkową statuetkę oraz wycieczkę dla dwóch osób promem do Szwecji, a pozostali finaliści dostali zestawy startowe z telefonem komórkowym.
Dietzius był reżyserem w Śródmiejskim Teatrze Muzycznym w Warszawie, a od 2022 reżyseruje w Teatrze Muzycznym Proscenium w Warszawie.

### Nieprzeciętni 2005
Finalistką plebiscytu została szesnastoletnia Aleksandra Staletowicz, aktorka Integracyjnej Grupy Teatralnej Pomost w Orzeszu. Zdobyła wyróżnienie za spektakl Uczta Kozła na motywach Dziadów Adama Mickiewicza. Razem z przyjaciółmi organizowała też inne projekty: teatralne, fotograficzne, muzyczne i taneczne, w których brały udział również osoby niepełnosprawne i podopieczni domu pomocy społecznej. W nagrodę otrzymała statuetkę „Nieprzeciętna 2005” oraz wyjazd na obóz językowy do Londynu i bilet na rejs do Szwecji.

### Nieprzeciętni 2006
Finał plebiscytu odbył się w Studiu Koncertowym im. Agnieszki Osieckiej. Galę poprowadzili Magdalena Różdżka i Maciej Orłoś. Laureatem trzeciej edycji plebiscytu został Michał Misiorek, wówczas 15-letni gimnazjalista ze Zdzieszowic, pomysłodawca akcji charytatywnej Być radosnym. Zwycięzca otrzymał laptopa, telefon komórkowy, dwuosobowy rejs promem do Skandynawii oraz bezpłatny rok studiów w Wyższej Szkole Ekologii i Zarządzania w Warszawie na dowolnie wybranym kierunku.

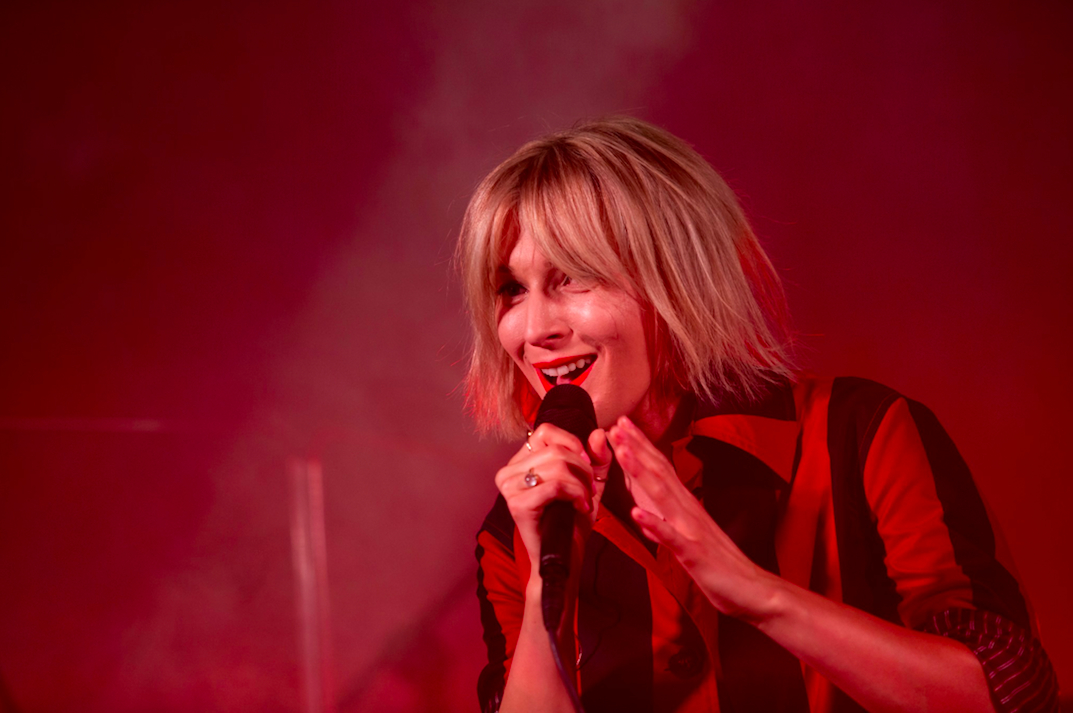
Mela Koteluk podczas koncertu na gali finałowej "Nieprzeciętni 2019"

. Misiorek jest dziennikarzem, autorem cyklu wywiadów Znani – nam nieznani oraz dziennikarzem serwisu Plejada.pl, dla którego przeprowadza wywiady ze znanymi osobowościami polskiego show-biznesu.

### Nieprzeciętni 2007
Czwarta edycja plebiscytu rozpoczęła się 21 stycznia 2008. Uroczysta gala odbyła się 29 marca w Studiu Koncertowym Polskiego Radia im. Witolda Lutosławskiego w Warszawie. Finalistą plebiscytu został Jakub Jankowski, maturzysta z Bytomia, raper, scenarzysta, projektant i redaktor serwisu poświęconego muzyce (www.hhbytom.pl).
W Kapitule Honorowej plebiscytu zasiedli: Przemysław Saleta, Artur Rojek, Łukasz Borowicz oraz Maja Ostaszewska.

### Nieprzeciętni 2008
Nieprzeciętnym 2008 wybrano Mateusza Komorowskiego, 19-latka z Koszalina, posła, a później Marszałka Sejmu Dzieci i Młodzieży. Następnie Przewodniczącego Rady Dzieci i Młodzieży przy Ministrze Edukacji Narodowej, który reprezentował polską młodzież na Europejskim Szczycie Młodzieży we Francji oraz na Europejskim Szczycie Młodzieży towarzyszącym 8 Konferencji Ministrów Edukacji Rady Europy.
Wyniki plebiscytu ogłoszono 21 marca 2009 podczas gali w Studiu Muzycznym Polskiego Radia im. Agnieszki Osieckiej. Finalistów wybrało jury w składzie: Szymon Sławiński – dyrektor-redaktor naczelny Polskiego Radia Euro, Kinga Baranowska, Paweł Kozłowski – Swanski oraz L.U.C..
Obecnie Mateusz Komorowski jest prawnikiem, politologiem i prezesem Międzynarodowego Instytutu Społeczeństwa Obywatelskiego. Przez wiele lat zaangażowany był w organizację Koszalińskiego Festiwalu Debiutów Filmowych „Młodzi i Film”.

### Nieprzeciętni 2017
22 czerwca w studiu radiowej Czwórki ogłoszono wyniki plebiscytu Nieprzeciętni 2017. Laureatem został Mateusz Zaremba z Serocka, 19-letni konstruktor rakiet, cewek Tesli i robotów minisumo. Mateusz wysłał pierwszą crowdfundingową misję balonową w stratosferę i wykonał rekonstrukcję satelity Lem, która trafiła na wystawę w ONZ w Wiedniu. Jest jednym z dwóch Polaków, którzy dostali się na elitarne studia Aerospace na Uniwersytecie Technicznym w Delfcie.
W komisji jurorskiej zasiedli: Hanna Dołęgowska (przewodnicząca jury, dyrektor Czwórki), Antoniusz Dietzius („Nieprzeciętny 2004”), Roma Gąsiorowska, Marta Kosakowska, Krzysztof Hołowczyc, Tomasz Majewski, Jan Mela, Łukasz Jakóbiak i Piotr Więcławski

### Nieprzeciętni 2018

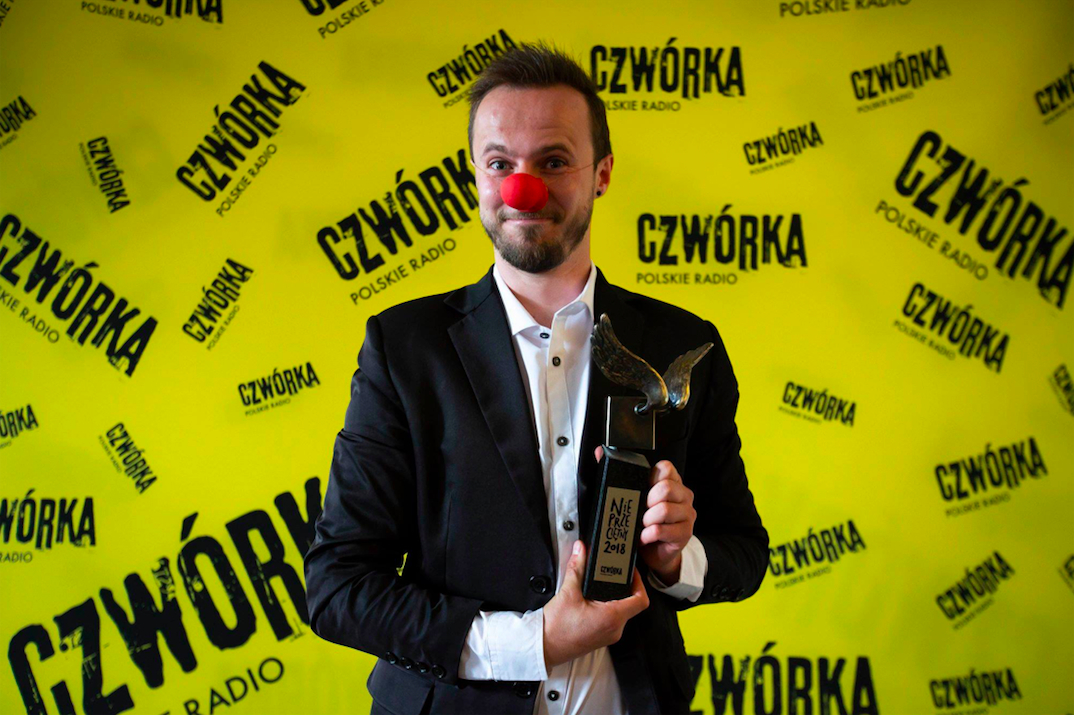
Michał Brańka- laureat plebiscytu "Nieprzeciętni 2018".

Laureatem plebiscytu został Michał Brańka – koordynator krakowskiego zespołu „Czerwonych Nosków”.
W jury zasiedli: Hanna Dołęgowska (przewodnicząca jury, dyrektor Czwórki), Mateusz Damięcki, Grupa Filmowa Darwin, Otylia Jędrzejczak, Pablopavo, Rosalie., Karol Wójcicki, a także ubiegłoroczny laureat Mateusz Zaremba. Galę finałową, która odbyła się 21 czerwca, uświetnił koncert zespołu Pablopavo i Ludziki.

### Nieprzeciętni 2019

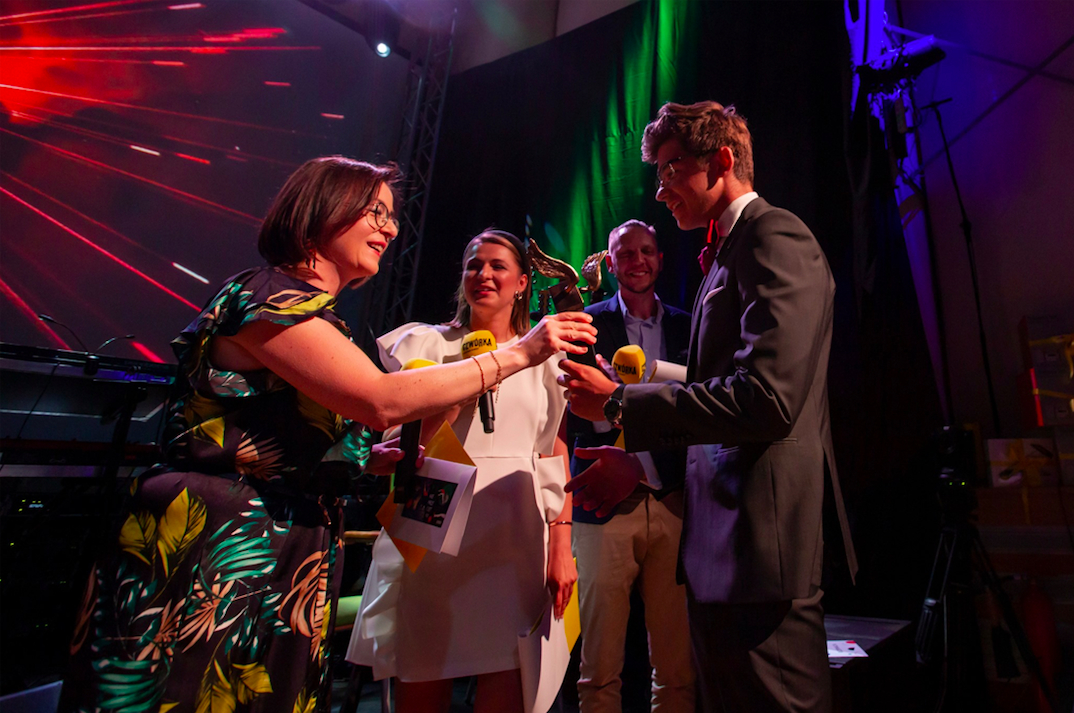
Michał Duchniewicz odbiera nagrodę z rąk przewodniczącej jury i dyrektor Czwórki, Hanny Dołęgowskiej.

Zwycięzcą 8. odsłony plebiscytu „Nieprzeciętni 2019” został Michał Duchniewicz, instruktor, młody naukowiec i działacz społeczny. W 2018 został przewodniczącym samorządu uczniowskiego w XIV LO w Warszawie, jest także laureatem ogólnopolskiej Olimpiady Biologicznej, innowacyjnego programu naukowo-edukacyjnego Adamed SmartUP i stypendysta Krajowego Funduszu na rzecz Dzieci. Otrzymał także ofertę studiowania medycyny na uniwersytecie w Cambridge
Ogłoszenie wyników plebiscytu odbyło się 18 czerwca podczas gali, którą uświetnił koncert Meli Koteluk. W jury zasiedli: Mela Koteluk, Andrzej Bargiel, Daria Ładocha, Rafał Gębura, Orina Krajewska, Marta Zalewska, Dariusz Aksamit, Hanna Dołęgowska i Michał Brańka (zeszłoroczny laureat plebiscytu).

### Nieprzeciętni 2020
Laureatem plebiscytu został Arkadiusz Andrejkow, twórca street artu „Cichy Memoriał” polegającego na malowaniu murali na starych drewnianych budynkach Podkarpacia. Projekt narodził się podczas wielu podróży artysty pomiędzy podkarpackimi miejscowościami. Podczas realizacji projektu korzystał ze starych fotografii rodzinnych mieszkańców miejscowości, w których powstawały murale. Poza street artem zajmuje się także malarstwem, ma na koncie kilkanaście wystaw indywidualnych, m.in. w Krakowie, Wrocławiu, Zamościu, czy Rzeszowie, a także ponad 20 prezentacji zbiorowych.

### Nieprzeciętni 2021
Zwycięzcą 10. edycji plebiscytu „Nieprzeciętni 2019” został Radosław Rademenez Blonkowski, konferansjer, muzyk i rekordzista Polski w najdłuższym freestyle’u bez przerwy – rapował przez 24 godziny dla dziewczynki chorej na SMA, a podczas performance’u uruchomiona została zbiórka Milion rymów dla Ani. Galę przyznania nagrody uświetnił koncert Vito Bambino.

### Nieprzeciętni 2022
Zwycięzcą gali został Jakub Tylman, pedagog, nauczyciel przedszkolny i przedmiotów artystycznych oraz wykładowca akademicki, a także autor książek edukacyjnych dla dzieci oraz twórca nowoczesnych projektów edukacyjnych. Jest także inicjatorem ogólnopolskiej kampanii społecznej Szkoły bez zadań domowych, laureatem nagrody Głosu Wielkopolskiego w plebiscycie Nauczyciel na Medal i zwycięzcą plebiscytu Osobowość Roku 2019 w województwie wielkopolskim, a także był nominowany do Nagrody im. Janusza Korczaka.

## Statuetka
Autorem statuetki wręczanej w latach 2005-2009 był polski rzeźbiarz Ireneusz Wojaczek.